# Siewiernaja Fierma
Siewiernaja Fierma (ros. Северная Ферма) – wieś w Rosji, w rejonie wołogodzkim obwodu wołogodzkiego. W 2010 r. liczyła 245 mieszkańców.